# Erzsébet Kötelesová
Erzsébet Gulyásová-Kötelesová (nepřechýleně Gulyás-Köteles; 3. listopadu 1924, Budapešť, Maďarsko – 16. června 2019, tamtéž) byla maďarská gymnastka, několikanásobná olympijská medailistka.

## Historie
Sportu se aktivně věnovala od roku 1938. Během své kariéry získala 5 olympijských medailí, všechny v týmových disciplínách. V roce 1948 si odvezla z olympiády stříbrnou medaili, stejně jako v roce 1952, kde získala ještě jednu bronzovou. V roce 1956 získala medaili stříbrnou a zlatou. V roce 1954 získala dvě medaile z mistrovství světa.
Po válce vystudovala vysokou školu tělesné výchovy a stala se v tomto oboru učitelkou. Od roku 1950 působila jako trenérka, od roku 1954 jako mezinárodní bodovací rozhodčí v gymnastice.
Byla dvakrát vdaná a měla děti.